# مرحله گروهی چلنج لیگ آسیا ۲۵–۲۰۲۴
مرحله گروهی چلنج لیگ آسیا ۲۵–۲۰۲۴ از ۲۶ اکتبر تا ۲ نوامبر ۲۰۲۴ برگزار شد.

## قرعه کشی
قرعه کشی مرحله گروهی در ۲۲ اوت در خانه ای‌اف‌سی در کوالالامپور مالزی انجام شد. ۱۸ تیم در پنج گروه قرار گرفتند: سه گروه شامل چهار تیم از غرب (گروه‌های A-C) و دو گروه شامل سه تیم از شرق (گروه‌های D-E). تیم‌ها در گلدان‌ها قرار گرفتند: چهار گلدان برای منطقه غرب و سه گلدان برای منطقه شرق، و بر اساس رتبه بندی انجمن‌ها در جایگاه‌های مربوطه در هر گروه قرار گرفتند. تیم‌های یک انجمن نمی‌توانند به یک گروه کشیده شوند.
۱۸ تیم زیر وارد قرعه کشی مرحله گروهی شدند که شامل ۱۴ شرکت کننده مستقیم، دو بازنده از مرحله پلی آف مقدماتی لیگ قهرمانان آسیا ۲ (با برچسب ای‌سی‌ال۲)و دو برنده مرحله مقدماتی (با برچسب پی‌اس) بودند.
| منطقه     | گروه‌ها | گلدان ۱            | گلدان ۲     | گلدان ۳         | گلدان ۴            |
| --------- | ------ | ------------------ | ----------- | --------------- | ------------------ |
| منطقه غرب | A–C    | بنگال شرقی ای‌سی‌ال۲ | آرقه‌داغ     | باشوندارا کینگز | هلال قدس           |
| منطقه غرب | A–C    | الاهلی ای‌سی‌ال۲     | النجمه      | السیب           | عبدیش-آتا قند پی‌اس |
| منطقه غرب | A–C    | العربی             | الفتوه      | مازیا           | پارو پی‌اس          |
|           |        |                    |             |                 |                    |
| منطقه شرق | D–E    | مادورا یونایتد     | سوی‌رینگ     | یانگ الفنتس     | —                  |
| منطقه شرق | D–E    | شان یونایتد        | تاینان سیتی | فالکونز         | —                  |

## فرمت
در مرحله گروهی، هر گروه به صورت تک‌بازی و در یک مکان متمرکز برگزار می‌شود. هشت تیم به مرحله یک‌چهارم نهایی مرحله حذفی صعود کردند: سه برنده گروه و بهترین تیم رتبه دوم از غرب، و تیم‌های اول و دوم هر گروه از شرق.

### قوانین برای صعود
تیم ها بر اساس امتیاز (۳ امتیاز برای برد، ۱ امتیاز برای تساوی، ۰ امتیاز برای باخت) رتبه بندی شدند. در صورت مساوی بودن امتیازها، تساوی‌شکن‌ها به ترتیب زیر اعمال می‌شوند (مقاله ۸.۳ مقررات):
1. امتیاز در بازی‌های رودررو در بین تیم‌های مساوی؛
2. تفاضل گل در دیدارهای رودررو در بین تیم‌های مساوی؛
3. گل‌های زده شده در بازی‌های رودررو در بین تیم‌های مساوی؛
4. اگر بیش از دو تیم مساوی بودند و پس از اعمال همه معیارهای بالا، زیرمجموعه‌ای از تیم‌ها همچنان مساوی بودند، همه معیارهای بالا منحصراً برای این زیر مجموعه از تیم‌ها اعمال می‌شد.
5. تفاضل گل در تمامی مسابقات گروهی؛
6. گل‌های زده شده در تمامی بازی‌های گروهی؛
7. ضربات پنالتی در صورتی که فقط دو تیم در آخرین دور گروه با یکدیگر بازی کنند.
8. امتیاز انضباطی (کارت زرد = ۱ امتیاز، کارت قرمز در نتیجه دو کارت زرد = ۳ امتیاز، کارت قرمز مستقیم = ۳ امتیاز، کارت زرد و به دنبال آن کارت قرمز مستقیم = ۴ امتیاز).
9. قرعه کشی

## برنامه
برنامه مسابقات به شرح زیر است:
| دور    | تاریخ (منطقه غرب) | تاریخ (منطقه شرق) |
| ------ | ----------------- | ----------------- |
| هفته ۱ | ۲۶ اکتبر ۲۰۲۴     | ۲۷ اکتبر ۲۰۲۴     |
| هفته ۲ | ۲۹ اکتبر ۲۰۲۴     | ۳۰ اکتبر ۲۰۲۴     |
| هفته ۳ | ۱ نوامبر ۲۰۲۴     | ۲ نوامبر ۲۰۲۴     |

## گروه‌ها
جزئیات مسابقات پس از قرعه کشی در ۲۲ اوت ۲۰۲۴ اعلام شد.

### منطقه غرب

#### گروه A
| تیم             | بازی | برد | مساوی | باخت | گل‌زده | گل‌خورده | تفاضل‌گل | امتیاز |
| --------------- | ---- | --- | ----- | ---- | ----- | ------- | ------- | ------ |
| بنگال شرقی      | ۳    | ۲   | ۱     | ۰    | ۹     | ۴       | ۵+      | ۷      |
| النجمه          | ۳    | ۲   | ۰     | ۱    | ۵     | ۴       | ۱+      | ۶      |
| پارو            | ۳    | ۱   | ۱     | ۱    | ۵     | ۵       | ۰       | ۴      |
| باشوندارا کینگز | ۳    | ۰   | ۰     | ۳    | ۱     | ۷       | ۶−      | ۰      |

| بنگال شرقی | ۲–۲   | پارو |
| ---------- | ----- | ---- |
|            | گزارش |      |

| النجمه | ۱–۰   | باشوندارا کینگز |
| ------ | ----- | --------------- |
|        | گزارش |                 |

| پارو | ۱–۲   | النجمه |
| ---- | ----- | ------ |
|      | گزارش |        |

| باشوندارا کینگز | ۰–۴   | بنگال شرقی |
| --------------- | ----- | ---------- |
|                 | گزارش |            |

| بنگال شرقی | ۳–۲   | النجمه |
| ---------- | ----- | ------ |
|            | گزارش |        |

| باشوندارا کینگز | ۱–۲   | پارو |
| --------------- | ----- | ---- |
|                 | گزارش |      |

#### گروه B
| تیم           | بازی | برد | مساوی | باخت | گل زده | گل خورده | گل تفاضل | امتیاز |
| ------------- | ---- | --- | ----- | ---- | ------ | -------- | -------- | ------ |
| آرقه‌داغ       | ۳    | ۲   | ۰     | ۱    | ۶      | ۴        | ۲+       | ۶      |
| العربی        | ۳    | ۲   | ۰     | ۱    | ۵      | ۳        | ۲+       | ۶      |
| عبدیش-آتا قند | ۳    | ۲   | ۰     | ۱    | ۴      | ۲        | ۲+       | ۶      |
| مازیا         | ۳    | ۰   | ۰     | ۳    | ۱      | ۷        | ۶−       | ۰      |

| العربی | ۰–۱   | عبدیش آتا-قند |
| ------ | ----- | ------------- |
|        | گزارش |               |

| آرقه‌داغ | ۲–۱   | مازیا |
| ------- | ----- | ----- |
|         | گزارش |       |

| عبدیش-آتا قند | ۰–۲   | آرقه‌داغ |
| ------------- | ----- | ------- |
|               | گزارش |         |

| مازیا | ۰–۲   | العربی |
| ----- | ----- | ------ |
|       | گزارش |        |

| العربی | ۳–۲   | آرقه‌داغ |
| ------ | ----- | ------- |
|        | گزارش |         |

| مازیا | ۰–۳   | عبدیش-آتا قند |
| ----- | ----- | ------------- |
|       | گزارش |               |

#### گروه C
| تیم      | بازی | برد | مساوی | باخت | گل‌زده | گل‌خورده | تفاضل‌گل | امتیاز |
| -------- | ---- | --- | ----- | ---- | ----- | ------- | ------- | ------ |
| السیب    | ۳    | ۳   | ۰     | ۰    | ۹     | ۰       | ۹+      | ۹      |
| الاهلی   | ۳    | ۰   | ۲     | ۱    | ۱     | ۲       | ۱−      | ۲      |
| الفتوه   | ۳    | ۰   | ۲     | ۱    | ۱     | ۶       | ۵−      | ۲      |
| هلال قدس | ۳    | ۰   | ۲     | ۱    | ۰     | ۳       | ۳−      | ۲      |

| الاهلی | ۰–۰   | هلال قدس |
| ------ | ----- | -------- |
|        | گزارش |          |

| الفتوه | ۰–۵   | السیب |
| ------ | ----- | ----- |
|        | گزارش |       |

| هلال قدس | ۰–۰   | الفتوه |
| -------- | ----- | ------ |
|          | گزارش |        |

| السیب | ۱–۰   | الاهلی |
| ----- | ----- | ------ |
|       | گزارش |        |

| الاهلی | ۱–۱   | الفتوه |
| ------ | ----- | ------ |
|        | گزارش |        |

| السیب | ۳–۰   | هلال قدس |
| ----- | ----- | -------- |
|       | گزارش |          |

#### رده بندی تیم‌های دوم گروه (منطقه غرب)
| تیم    | بازی | برد | مساوی | باخت | زده | خورده | تفاضل | امتیاز |
| ------ | ---- | --- | ----- | ---- | --- | ----- | ----- | ------ |
| العربی | ۳    | ۲   | ۰     | ۱    | ۵   | ۳     | ۲+    | ۶      |
| النجمه | ۳    | ۲   | ۰     | ۱    | ۵   | ۴     | ۱+    | ۶      |
| الاهلی | ۳    | ۰   | ۲     | ۱    | ۱   | ۲     | ۱ـ    | ۲      |

### منطقه شرق

#### گروه D
| تیم         | بازی | برد | تساوی | باخت | گل‌زده | گل‌خورده | تفاضل‌گل | امتیاز |
| ----------- | ---- | --- | ----- | ---- | ----- | ------- | ------- | ------ |
| شان یونایتد | ۲    | ۱   | ۱     | ۰    | ۴     | ۲       | ۲+      | ۴      |
| تاینان سیتی | ۲    | ۱   | ۱     | ۰    | ۵     | ۴       | ۱+      | ۴      |
| یانگ الفنتس | ۲    | ۰   | ۰     | ۲    | ۲     | ۵       | ۳-      | ۰      |

| یانگ الفنتس | ۰–۲   | شان یونایتد |
| ----------- | ----- | ----------- |
|             | گزارش |             |

| تاینان سیتی | ۳–۲   | یانگ الفنتس |
| ----------- | ----- | ----------- |
|             | گزارش |             |

| شان یونایتد | ۲–۲   | تاینان سیتی |
| ----------- | ----- | ----------- |
|             | گزارش |             |

#### گروه‌ E
| تیم            | بازی | برد | تساوی | باخت | گل‌زده | گل‌خورده | تفاضل‌گل | امتیاز |
| -------------- | ---- | --- | ----- | ---- | ----- | ------- | ------- | ------ |
| مادورا یونایتد | ۲    | ۱   | ۱     | ۰    | ۲     | ۱       | ۱+      | ۴      |
| سوی‌رینگ        | ۲    | ۱   | ۰     | ۱    | ۳     | ۳       | ۰       | ۳      |
| فالکونز        | ۲    | ۰   | ۱     | ۱    | ۱     | ۲       | ۱-      | ۱      |

| فالکونز | ۰–۰   | مادورا یونایتد |
| ------- | ----- | -------------- |
|         | گزارش |                |

| سوی‌رینگ | ۲–۱   | فالکونز |
| ------- | ----- | ------- |
|         | گزارش |         |

| مادورا یونایتد | ۲–۱   | سوی‌رینگ |
| -------------- | ----- | ------- |
|                | گزارش |         |